# Ferran Zurriaga i Agustí
Ferran Zurriaga i Agustí (València, 18 d'agost de 1938 - Olocau, 30 de novembre de 2022) fou un mestre valencià. Especialista de la història del seu poble, Olocau, va treballar en educació especial i com a mestre de ciències socials i llengua en una escola rural. Amb motiu dels seus 80 anys, Escola Valenciana li va retre homenatge el 17 de novembre de 2018 durant la celebració de la XVI Nit d'Escola Valenciana que va tenir lloc a Sant Pau d'Albocàsser.

## Llibres[5]
- Una veu i un camí. Moviment Cooperatiu d'Escola Popular del Pais Valencià
- Olocau, cau de somnis. Institut d'Estudis Comarcals del Camp de Túria
- La plana, terra del llebeig. Ajuntament de Xàbia
- Veles i vents. Caja de Ahorros y Préstamos de Carlet i Tres i Quatre
- Cants de treball. Consejo Superior de Investigaciones Científicas
- Olocau. Generalitat Valenciana
- Història d'una escola. Consejo Superior de Investigaciones Científicas
- Els canvis dels 90. Institut d'Estudis Comarcals del Camp de Túria. Escrit amb Josep M. Jordan Galduf i Màrius Vicent Fuentes

## Premis i reconeixements
- Guardó Josep Vicent Garcia a la Trajectòria Individual en els Premis anuals Intentant la llibertat (2018)[6]